# Червоний терор у Ялті

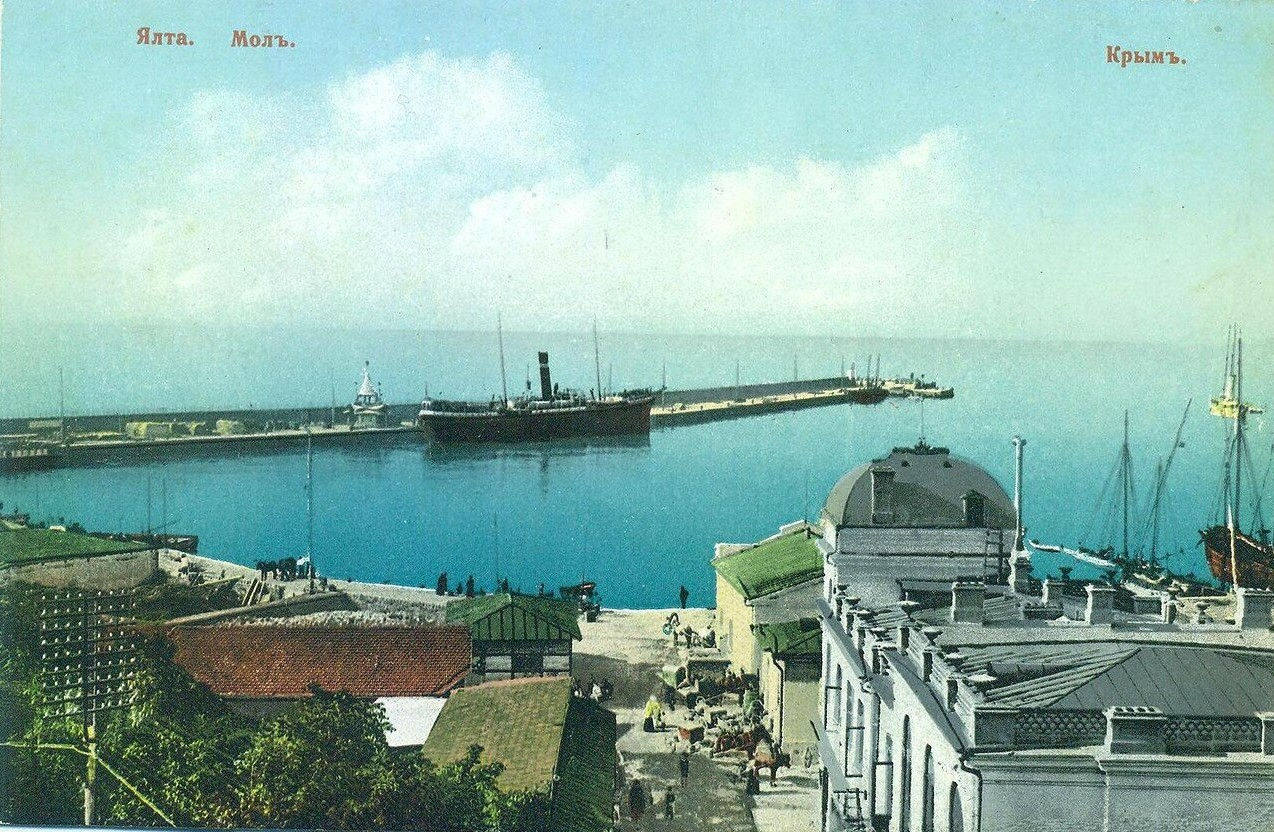
Ялтинський мол. Одне з місць проведення страт жертв червоного терору 1918 року

Червоний терор в Ялті — червоний терор, що проводився в Ялті в 1917—1921 роках в періоди становлення та панування радянської влади. Історики окремо виділяють два особливо сильні сплески терору: перший — взимку 1917—1918 років у перші місяці після Жовтневого перевороту, другий — з листопада 1920 по кінець 1921 років, після закінчення Громадянської війни в Криму.

## Терор зими 1917—1918 років

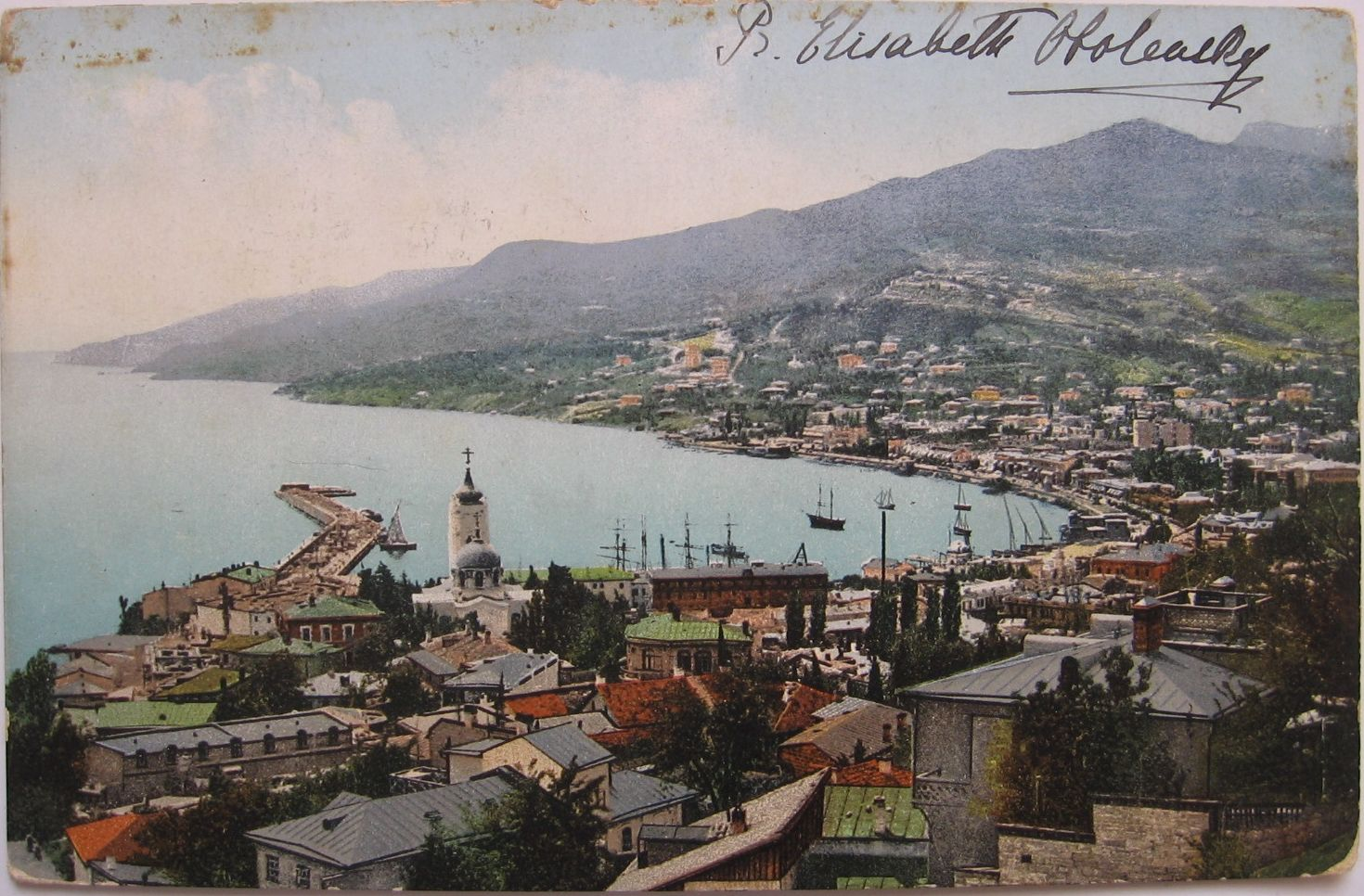
Вид на місто та бухту. Листівка початку XX ст.

Встановлення радянської влади у січні 1918 року
У Ялті, як і в інших містах Криму, за винятком "Кронштадта Півдня" - Севастополя, під кінець 1917 року номінальна влада належала Раді народних представників (Крайовий уряд). Йому підпорядковувалися сформовані за національною ознакою військові частини з кримських татар - "ескадронці" та офіцерська рота Штабу Кримських військ під командою капітана Миколи Орлова. Частини ескадронців були надіслані в Ялту для збереження в місті порядку і спокою. Напередодні Різдва в місто прибули севастопольські матроси і просто охочі зайнятися бандитизмом під прикриттям матроської форми, яка вселяла жах у обивателя. Почалися самочинні обшуки й арешти, з в'язниці були випущені кримінальники. Ситуація в місті стала загострюватися. Очевидець того, що відбувається, писав:
|  | ...багато хто з цих есерів добре знайомі всій Ялті як колишні чорносотенці... які готові в будь-який момент поживитися чужим добром. Вся соціологія цих мас - дуже проста: вирізати буржуїв і поділити їхнє майно. Але сама по собі ця більшовицько-чорносотенна маса боягузлива. Усі надії на севастопольських матросів, перед якими, справді, тремтять усі мирні жителі Ялти. |

Між бандитами та ескадронцами почалися озброєні сутички. Більшовицькі агтатори скористалися цим, пустивши в хід агітацію, що сів національну ворожнечу: «татари б'ють росіян».
22 січня 1918 року на рейд Ялти підійшов есмінець "Гаджибей", і Ялта на вісім днів перетворилася з маленького курортного містечка на місце кровопролитних і наполегливих боїв, із застосуванням артилерії і гідроавіації, по місту з кораблів було випущено близько 700 снарядів. 24 січня 1918 року на допомогу "Гаджибею" підійшли есмінці "Керч" і "Фідонісі" . Від артилерійського обстрілу 'постраждали найкращі готелі..., багато приватних будинків і магазинів. ... На вулицях формна війна: б'ються на багнетах, валяються трупи, тече кров. Почався розгром міста". Зрештою нападники, переважно матроси есмінців "Керч", "Гаджибей" і транспорту "Прут", взяли Ялту.
Почалися арешти та розстріли. Було розстріляно «безліч офіцерів». За очевидцем М. Кришевським — близько вісімдесяти, за матеріалом Особливої слідчої комісії з розслідування злочинів більшовиків за головнокомандувача Збройних сил на Півдні Росії — близько ста. Були розстріляні навіть дві сестри милосердя, за те, що перев'язували поранених ескадронівців. Загальна кількість загиблих у вуличних боях, розправах на вулицях та вбивствах на околицях Ялти досягала двохсот людей. Розстріли проводилися прямо на знаменитому Ялтинському молу, трупи страчених скидали в море. Очевидець подій, член кадетської партії князь Володимир Оболенський писав: «…У Ялті офіцерам прив'язували вагу до ніг, і скидали у море, деяких після розстрілу, а деяких живими. Коли, після приходу німців, водолази взялися за витягування трупів з води, вони на дні моря опинилися серед мерців, що стояли на весь зріст вже розкладалися…». Інший очевидець і також кадет Данило Пасманик згадував, що офіцерів розстрілювали під керівництвом матроса Василя Ігнатенка (який став керівником Ялтинського ревкому, згодом благополучно прожив до 88 років і написав власні спогади про ці події) за списками, «складеними солдатами з лазаретів і таємним більшовицьким комітетом, що існував уже давно» . Розстріляно було не менше 47 офіцерів, а їхні трупи було скинуто в море. Він писав: «…було б убито набагато більше людей, якби не було підкупних більшовиків: за дуже великі гроші вони або вивозили заплановані жертви за Джанкою, або ж укривали в лазаретах і готелях». За спогадами Пасманика у вбивствах на молу, крім матросів Чорноморського флоту, брав активну участь натовп із місцевих жителів, насамперед греків, які приєдналися до переможців через ненависть до кримських татар, а у побиттях жертв, які найчастіше передували вбивствам, особливу участь брали істеричні «баби».
Матроси і червоногвардійці могли вбити просто на вулиці і зовсім випадкових перехожих, іноді лише через те, що б мати можливість пограбувати труп. Один із офіцерів, які пережили розправу, згадував:
|  | Матроська чернь увірвалася і в той лазарет, де лежав брат. Натовп знущався над пораненими, їх пристрілювали на ліжках. Микола і четверо офіцерів його палати, важко поранені, забарикадувалися і відкрили у відповідь вогонь із револьверів. Чернь зрешетила палату обстрілом. Усіх захисників було вбито. |

Загони матросів і червоногвардійців, послані до прилеглих містечок і селищ, вбивали і в них, так в Алушті та Гурзуфі було розстріляно кілька відставних офіцерів. У ці дні трагічно могла скластися доля майбутнього вождя білого руху барона Петра Врангеля, що знаходиться в Ялті — до нього в будинок з обшуком з'явився загін матросів, після якого його брат його дружини були вивезені на допит на міноносець. Врангель згадував розмову, що здалася йому примітною. Один із матросів заспокоював барона: «…ми лише з татарами воюємо. Матінка Катерина ще Крим до Росії приєднала, а вони тепер відділяються…». Врангель прокоментував: «Як часто згодом я згадував ці слова, такі знаменні в устах представника „свідомого“ прихильника червоного інтернаціоналу».
16 (29) січня 1918 року в Ялті остаточно перемогли прихильники радянської влади, місцева рада одразу ж передала всю владу в місті ревкому. Після закінчення боїв масові вбивства припинилися, але настала «ера декретного соціалізму» — почалися реквізиція надлишків, ущільнення квартир, заселення готелів різними особами за розпорядженнями ревкому і совдепу. Проводилися повальні обшуки під виглядом пошуку зброї, що на ділі закінчувалися вилученням усього цінного. Було оголошено «націоналізацію» майна «експлуататорських класів» — Ялта стала «соціалістичною комуною», але, за спогадами очевидця подій журналіста Аполлона Набатова, у ній «панувало… гасло… „твоє — моє“ та „його — моє“, благами комуни користувалися більшовики, а решту оголошували „буржуями“». Князь Фелікс Юсупов, який перебував у той момент у маєтку під Ялтою, так описував матросів, що прийшли до них з обшуком: «… Руки їхні були вкриті каблучками і браслетами, на їхніх волохатих грудях висіли кольє з перлів і діамантів. Серед них були і хлопчаки років п'ятнадцяти. Багато хто був напудрений і нафарбований. Здавалося, що бачиш пекельний маскарад».
Розграбування зазнали численні санаторії та лікувальні заклади Ялти та околиць. Так, Санаторій Олександра III був спочатку обстріляний з міноносця «Керч», потім від команди міноносця надійшло вказівку негайно і терміново евакуювати із санаторію всіх хворих та медперсонал, після чого загони матросів та червоногвардійців, що зійшли на берег, пограбували санаторій. Нова влада розпорядилася всім банкам зняти з рахунків їхніх клієнтів усі суми, що перевищують 10 тисяч рублів і перерахувати їх до Народного банку на відкритий у ньому рахунок ревкому.
При виконкомі ялтинської Ради було створено «відділ радянської розвідки», який зробив свій внесок у розв'язаний терор. Як згадував Ігнатенко, «завдяки пильності наших розвідників вдалося знешкодити чимало гнізд контрреволюції». Самого Ігнатенка очевидці характеризували як «… потвору, яка мала звичай страчувати офіцерів своїми власними руками, стріляючи в них зі свого револьвера». При цьому практично нові керівники вели розкішне життя. Так, член Гурзуфського ревкому Рудольф Вагул оселився в комфортабельних апартаментах і вів «буржуазний спосіб життя» — обіди замовляв із чотирьох змін страв і обов'язково з солодким та колекційними винами, репетував на прислугу за найменшу помилку.

### Терор після декрету Раднаркому від 21 лютого 1918 року
До кінця січня 1918 року фінансове життя на півострові занепало. Кримська скарбниця була порожня. Робітникам, морякам флоту та службовцям не було чим платити заробітну плату, нема на що закуповувати продовольство та інше. Більшовицькі ревкоми, яким де-факто належала влада, вирішили застосувати «контрибуції» — певні та величезні суми, які у дуже обмежений термін мали вносити на користь порад названі ними особи, окремі соціальні групи («буржуї»), цілі адміністративні одиниці. Ялтинська буржуазія була обкладена двадцятьма мільйонами рублів. Внести таку величезну суму було неможливо. Тоді почали брати заручників, як гарантів виконання контрибуції, з-поміж родичів тих, хто мав її вносити. Невиконання контрибуцій послужило одним із приводів до безсудних розправ, що сталися по всьому Криму в останній декаді лютого 1918року.
Безпосереднім поштовхом до нового витку терору став декрет Ради народних комісарів «Соціалістична вітчизна у небезпеці!», Від 21 лютого 1918 року у зв'язку з початком німецького наступу на зруйнованому демобілізацією Російської армії Східному фронті. Декрет повертав страту, скасовану II з'їздом Рад. Причому правом безсудного розстрілу наділялися червоногвардійці. Ось характерні витримки: «6) У ці батальйони мають бути включені всі працездатні члени буржуазного класу, чоловіки та жінки, під наглядом червоногвардійців; 8) Ворожі агенти, контрреволюційні агітатори, німецькі шпигуни розстрілюються дома злочину». На додаток до загального декрету, широко розтиражованого радянською печаткою Криму, Чорноморському Центрофлоту прийшла окрема телеграма від члена колегії народного комісаріату з морських справ Федора Раскольникова, яка наказувала «шукати змовників серед морських офіцерів і негайно задавити». Декрет і телеграма впали на підготовлений ґрунт.
Безсудні розправи тривали і пізніше, аж до падіння радянської влади наприкінці квітня 1918 року, але не в масовому кількості. Так, були вивезені з міста червоноармійцями і в безлюдному місці жорстоко вбиті і пограбовані торговці-татари Осман і Мустафа Велієві.

### Відомі кати
Очевидці подій основну провину за організацію червоного терору в Ялті взимку 1917—1918 років. покладали на тріумвірат Нератов — Ігнатенко — Драчук.

### Відомі жертви
- князь Мещерський[16].
- Петро Савченко, прапорщик, який перебував на лікуванні в санаторії Олександра ІІІ. Молодого офіцера, що пересувається на милицях, позбавили життя за те, що він не зміг відповісти, куди попрямували ескадронці[17].
- Едуард Кібер — лікар, один із творців Морського санаторію в Ялті, директор Севастопольського морського госпіталю, санітарний інспектор Севастопольського морського порту[18].
- 24 лютого 1918 полковник Ковальов відвезений матросами на борт міноносця, де застрелений і труп скинутий в море[19].

## Терор кінця 1920—1921 років
Ялта стала останнім містом Криму, куди увійшла Червона армія. 17 листопада 1920 року до неї вступили частини 51-ї Перекопської (Московської) стрілецької дивізії 1-ї кінної армії Південного фронту. Радянські керівники вважали, що у Ялті буржуазії, зібраній зі всієї Росії, було більше, ніж у будь-якому іншому місті Криму. Сюди, вважали вони, «експлуататорські класи» завезли незліченні багатства і лише швидкість червоного наступу завадили вивезти їх за кордон.
У день заняття червоними Ялти було опубліковано Наказ Кримрівкому № 4 про обов'язкову реєстрацію у триденний термін іноземців, осіб, які прибули до Криму у періоди відсутності там радянської влади, офіцерів, чиновників та солдатів армії Врангеля. У місті розпочалася реєстрація зазначених категорій громадян. З наростаючою інтенсивністю за чітко відпрацьованою схемою в Ялті почалися повальні обшуки, затримання та арешти. У вказані у наказі терміни в Ялті зареєструвалося близько семи тисяч офіцерів. Таку величезну кількість затриманих потрібно було десь розмістити. Оскільки пристосованих приміщень для такої кількості не було підготовлено, їх розміщували в імпровізованих в'язницях і концтаборах. Частину людей розмістили у підвалах кількох будівель у центрі міста. Найжахливіший з них був прозваний ув'язненими «акваріумом» — в'язні стояли в ньому по коліна в крижаній воді.
Через кілька днів після цього за місто почали вести великі групи затриманих під час обшуків і тих, хто зареєструвався, звідки вони більше не поверталися. Як і в інших містах, у Ялті почалося систематичне та поголовне фізичне винищення полонених, буржуазії, інтелігенції, священнослужителів, іноземців — усіх тих, хто своєю діяльністю у дорадянський період чи походженням не вписувався у рамки нової більшовицької ідеології.
Відправили на розстріл людей похилого віку генералів, і без того ледве живих, і стражників, що охороняли громадський порядок, і державних службовців колишньої Російської імперії та Білого Півдня, які ніколи не тримали в руках зброї.

### Терор щодо поранених та медичних працівників
У курортній Ялті було розташовано багато госпіталів з пораненими та санаторіїв з офіцерами та солдатами білої армії. Розправа з ними стала однією з найчорніших сторінок кримського терору. Червоні карателі не щадили ні лікарів, ні сестер милосердя, ні працівників Червоного Хреста, недоторканних за всіма міжнародними гуманітарними конвенціями, про визнання яких голосно на весь світ оголосив більшовицький Раднарком у травні 1918 року, ні поранених, витягаючи їх із палат госпіталів, щоб «поставити до стінки».
З архівних документів, що збереглися, стала відома історія страти княгині Н. Трубецької, яка працювала санітаркою в лазареті № 10 Червоного Хреста в Лівадії і яка відмовилася емігрувати під час евакуації армії Врангеля. Після захоплення Лівадії нове більшовицьке керівництво лазарета вирішило відчистити його від «контрреволюційного елемента», «були намічені особи зі складу лазарета, як із службовців, так і з хворих, які підлягали видаленню як контрреволюційний елемент…». Княгиня Трубецька за доносом сестри милосердя товаришки Сумцової була заарештована першою, оскільки була запідозрена в тому, що їй стали відомі плани нового керівництва. Група медпрацівників і хворих лазарета, загальним числом у шістнадцять осіб, звернулася з клопотанням на захист Трубецької в особливий відділ: «Ми, що підписалася, сестри милосердя, правління і члени профспілки сестер милосердя Ялтинського району просимо в найближчий час розглянути справу члена нашої спілки сестри Наталії Трубецької… Ми, правління спілки, знаємо сестру Трубецьку з моменту її приїзду до Ялти, ручаємося своїми підписами, що сестра Трубецька не була причетною до жодної політичної організації, ані при старій, ані при новій владі, а тому переконливо просимо т. коменданта в'язниці віддати сестру Н. Трубецьку правлінню членів профспілки на поруки» . Клопотання на захист М. Трубецької було частково задоволене: її справа дійсно була дуже швидко розглянута — вже другого дня після арешту, 16 грудня 1920 року, на ньому з'явилася резолюція голови «трійки» Удріса: «Княжна. Розстріляти».
Очевидно, що це клопотання, підписане великою групою осіб, було сприйнято чекістами як бунт, з яким було вирішено показово розправитися. Можливо, що арешт Трубецькой був чекістською провокацією для виявлення співчуваючих — для того, щоб заарештувати її оточення. Так чи інакше, але були арешти тих, хто підписав клопотання і багато з них були розстріляні: акушерка, киянка І. Булгакова (далека родичка М. Булгакова), яка згідно з доносом Сумцової була залишена білими в Ялті нібито «для загибелі наших товаришів»; писар Ф. Дєнєжний, сторож Н. Огнєв, сестри милосердя Л. Васильєва, Н. Залієва, М. Негоженко, Є. Фотієва; санітарка Є. Фоміна, санітари-фронтовики Великої війни, які раніше лікувалися в цьому лазареті, Г. Віне, І. Савушкін, І. Ігнатенко. Причому перед стратою у ряду медсестер чекісти отримали письмові відмови від поруки за Трубецьку, мабуть, пообіцявши прощення в цьому випадку… але все одно розстріляли.
Після цього випадку хвиля арештів і розстрілів обрушилася на всі лазарети і госпіталі як армійські, так і під егідою Російського товариства Червоного Хреста. Її жертвами стали багато медичних працівників, від лікарів до санітарок, які виконували свій обов'язок і виявляли звичайне людське співчуття до поранених, незалежно від їхньої приналежності, як і безліч поранених.

### Оцінки кількості жертв
За даними істориків С. Волкова та Ю. Фельштинського, почерпнутим з офіційних радянських джерел, в Ялті було страчено близько 5000 осіб.

### Жертви
- Надія Барятинська (1847—1920) — відома в Ялті благодійниця, паралізована, була розстріляна разом із дочкою, яка чекала на третю дитину, її чоловіком і свекром[24];
- Іван Бич-Лубенський (1867—1920) — як уповноваженого Російського товариства Червоного Хреста він був направлений в Ялту для організації допомоги пораненим, хворим та біженцям. Відродила Ялтинську філію Червоного Хреста. Спільно з представниками Міжнародного комітету Червоного Хреста активізував роботу з реєстрації матеріально нужденних та передачі їм допомоги — продуктів харчування та одягу, з відкриття пунктів харчування та гуртожитків, виявлення хворих та їх госпіталізації[20];
- Брати Борис (письменник) та Дмитро Шишкіни[20];
- Артур-Оскар Клембовський — (1859—1920) генерал-майор у відставці; ветеран Великої війни; 1917 року у зв'язку з пораненням звільнено з Армії та направлено до Ялти на лікування, де й залишився жити; проживав у Ялті на вулиці Хрестовій (за радянських часів вулиці Батурина) працював діловодом 1-го Ялтинського госпіталю та займався громадською діяльністю[20];
- Леонід Любимов (1884—1920) — житель Ялти, адвокат, дворянин. Засуджений до розстрілу за те, що «порушував клопотання про пом'якшення долі генерала, полковника, поручика»[20];
- Микола Петруш (1856—1920) — генерал-майор Російської імператорської армії. Учасник російсько-японської війни (1904—1905), оборони Порт-Артура та Першої світової війни.
- Іван Сабін-Гус — директор Ялтинської чоловічої гімназії, який «все життя своє присвятив справі освіти народу»[24];
- Яків Семенов (1850—1921) — генерал-майор Російської імператорської армії, інженер-будівельник дач і пансіонатів у Сімеїзі[25][26].
- Петро Супруненко (1885—1920) — уродженець міста Лубни Полтавської губернії, чиновник, уповноважений товариства Червоного Хреста[20];
- Дванадцять колишніх офіцерів, які повернулися морем з еміграції в Болгарії в січні-лютому 1922 року і відкрито заявили, що приїхали добровільно з туги за рідними та Росією — відразу ж розстріляні[20].

### Кати

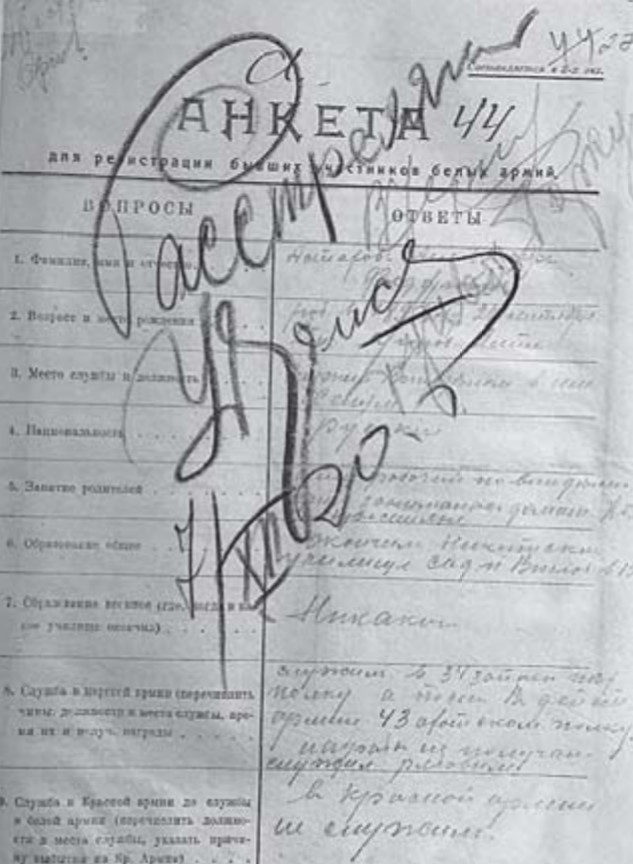
Особиста справа ув'язненого учасника Білого руху з резолюцією Е. Удріса «Розстріляти» 07 грудня 1920, Ялта

У грудні 1920 року надзвичайна трійка «Кримської ударної групи» управління спеціальних відділів ВЧК при РВС Південного та Південно-Західного фронтів у місті Ялті складалася з голови Чорнобривого та членів Еарнста Удріса та Гунько-Горкунова. У січні 1921 року страти робили за постановою надзвичайної трійки Кримської ударної групи у складі голови Удріса та членів Тольмаца та Міхельсона.
Юрист Л. Абраменко відзначив манеру Удріса накладати резолюції на справах заарештованих часто одним словом: «Розстріляти», написані тупо загостреним синім олівцем «довго, зло і, схоже, з найбільшим задоволенням садиста… підписи мереживні і химерні важко читаємо силу, незаперечність і безкарність за свавілля». При цьому на анкетах старших чиновників, генералів та княгинь «Розстріляти» Удріса виконано з особливим натиском олівця, так що в окремих випадках було прорвано папір.
Серед чекістів було багато відвертих карних злочинців та п'яниць. Так, уповноважений Ялтинської ЧК Петерсон організував банду, яка тероризувала мирне населення. Його банда була розгромлена, сам він убитий.

## У культурі
Ставши місцем проведення страт, знаменитий ялтинський мол, яким колись гуляла дама з собачкою, дав назву вірші Володимир Набокова, що був свідком безсудних розстрілів. У вересні 1918 року Набоков опублікував у газеті «Ялтинський голос» вірш «Ялтинський мол». З того часу у сучасників словосполучення «ялтинський мол» набуло винятково популярного значення.